# Moineau blanc
Espèce
Statut de conservation UICN

 LC  : Préoccupation mineure
Le moineau blanc (Passer simplex) est une espèce d'oiseaux de la famille des Passeridae.

## Description
Comparé aux autres espèces du genre, ce moineau présente un plumage très clair.

## Répartition
Cette espèce vit dans les zones désertiques du nord et du centre de l'Afrique.

## Systématique
L’espèce a été décrite par le médecin, explorateur et zoologiste allemand, Martin Lichtenstein en 1823.
En 2009, Kirwan et al. préconisent de considérer la sous-espèce Passer simplex zarudnyi, présente au Turkménistan et Ouzbékistan, comme une espèce à part entière. Le Congrès ornithologique international répercute ce changement dans sa classification de référence version 3.5 (2013).
Lorsque cette espèce et Passer zarudnyi étaient réunies dans le même taxon, celui-ci était connu sous le nom normalisé CINFO de Moineau blanc.

### Sous-espèces
D'après la classification de référence (version 3.5, 2013) du Congrès ornithologique international (ordre phylogénique), cet oiseau est représenté par 2 sous-espèces :
- Passer simplex simplex (Lichtenstein, 1823) ;
- Passer simplex saharae Erlanger, 1899.

## Galerie

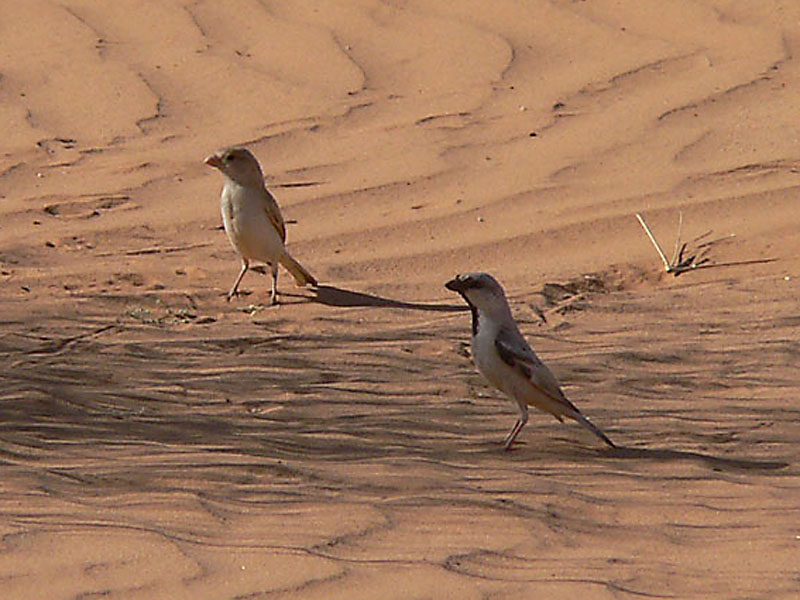
Benichab, Mauritanie
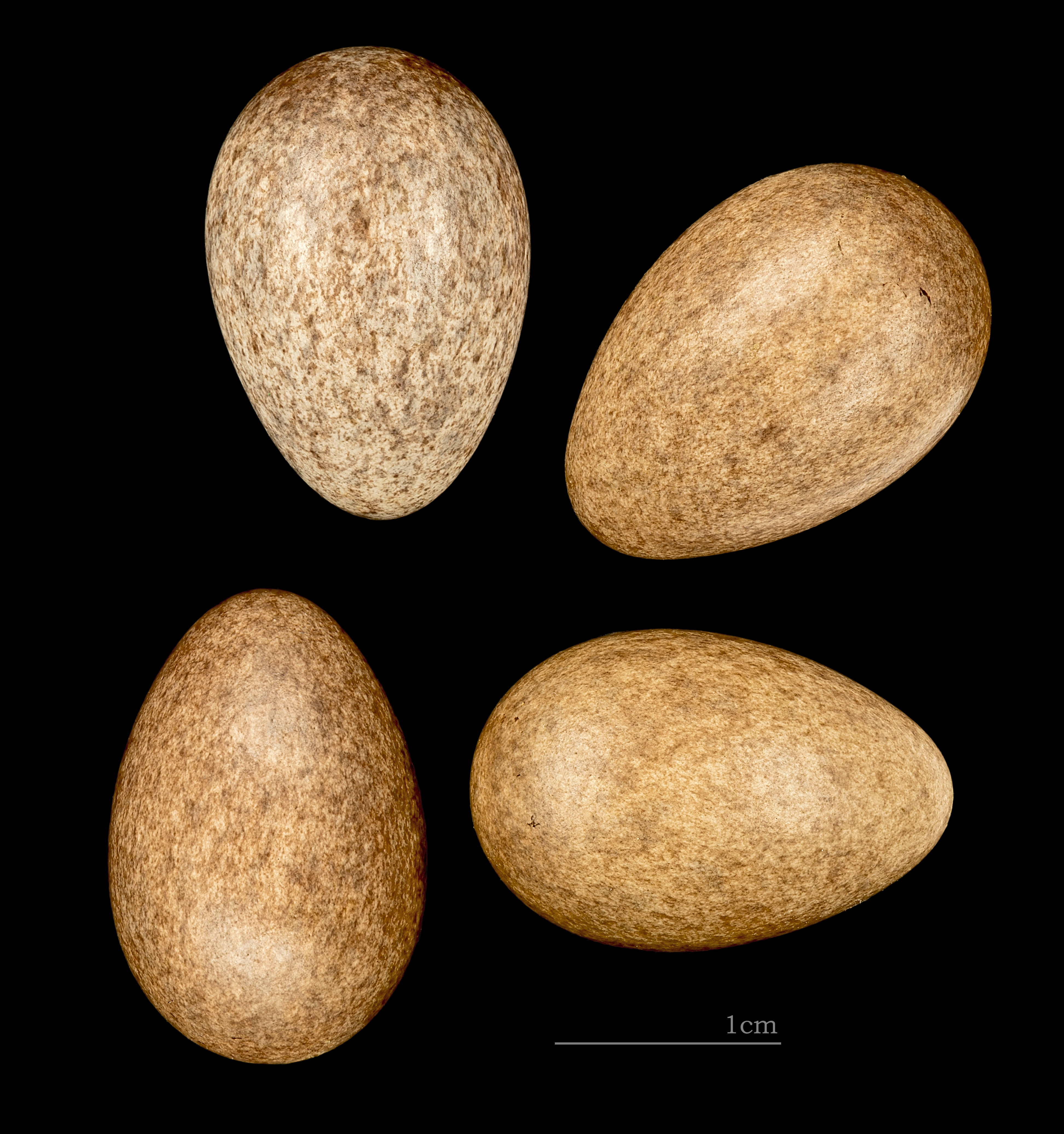
Œufs de Passer simplex sahara Muséum de Toulouse
Répartition des différentes sous-espèces.